# Mitraillette (cuisine)
Pour les articles homonymes, voir mitraillette, Routier et Spécial.
La mitraillette, est un mets constituée d'une demi-baguette contenant une viande cuite, servie chaude (ou parfois froide), des frites et de la sauce. C'est une préparation culinaire populaire très répandue dans les friteries et les snacks de Belgique.
Elle est appelée routier en province de Liège ou encore spécial dans la région du Centre, mini dans la zone de Fontaine-l'Évêque, sandwich américain dans le nord de la France et sur l'île de la Réunion.

## Origine
L'origine de la mitraillette remonterait à l'entre-deux-guerres et elle proviendrait de la ville de Charleroi où elle était initialement composée d'une « tartine remplie de frites et de beurre, ».

## Présentation générale
Une mitraillette traditionnelle est composée de :
- une demi-baguette, ou des dérivés ;
- une viande chaude (parfois froide) ;
- des frites ;
- une sauce.

Il est également possible d'ajouter des crudités (laitue, tomate, oignons, parfois grillés, carottes, chou râpé), des tranches d'œufs dur et du fromage, de type cheddar moyen ou doux, ainsi que de la feta.
Vendue dans un simple papier, parfois dans un ravier, la mitraillette se mange sur place ou à emporter.

## Les sauces
Il est possible de choisir plusieurs types de sauce (par exemple, on dira : une « mitraillette Mexicano sauce américaine »), et celle-ci est généralement placée dans le pain et au-dessus des frites. Elle est parfois servie dans un petit pot qui accompagne la mitraillette (on parle alors de « sauce à part »).
Dans la région de Bruxelles, il est très répandu de commander une mitraillette avec deux sauces différentes à l’intérieur du pain.[réf. souhaitée]

## Apport nutritionnel
La mitraillette est un plat très riche. L'apport nutritionnel dépend du type de baguette, de la quantité et de la qualité des frites, de l'huile de cuisson, de la viande, des crudités, du type de sauce et de la quantité de sel. Ce tableau, établi à partir d'une mitraillette moyenne, est un exemple.
|          | Demi baguette | 200 g de frites | Viande (hamburger) | 10 g de salade | 10 g d'oignons | 20 g de ketchup | Total      |
| -------- | ------------- | --------------- | ------------------ | -------------- | -------------- | --------------- | ---------- |
| Calories | 192 kcal      | 624 kcal        | 255 kcal           | 1,8 kcal       | 0,46 kcal      | 22 kcal         | 1 095 kcal |
| Protides | 4,20 g        | 60 g            | 13 g               | 0,012 g        | 0,015 g        | 0,3 g           | 23,5 g     |
| Lipides  | 0,8 g         | 40 g            | 10 g               | 0 g            | 0 g            | 0,1 g           | 50,9 g     |
| Glucides | 29,5 g        | 114 g           | 30 g               | 0,03 g         | 0,1 g          | 5 g             | 178,6 g    |

## Restauration rapide
En 2010, la chaîne de restauration rapide Quick lance temporairement, uniquement en Belgique, un hamburger garni de frites (allumettes) à l'intérieur, appelé « suprême allumettes ».
En décembre 2020, l'ancien Top Chef finaliste, Jean-Philippe Watteyne, a ouvert un restaurant mitraillette éphémère (pop-up) à Mons.